# Swallowcliffe
Swallowcliffe – wieś w Anglii, w hrabstwie Wiltshire. Leży 19 km na zachód od miasta Salisbury i 144 km na zachód od Londynu.